# Wielki turniej
Wielki turniej – pierwszy (wraz ze Szkoła latania) wydany w albumie komiks z serii Kajko i Kokosz autorstwa Janusza Christy.

## O komiksie
Przed wydaniem albumowym komiks ukazał się w czasopiśmie Świat Młodych w roku 1976. Był to drugi komiks tego autora o Kajku i Kokoszu, który ukazał się nakładem tej gazety.
W pierwszym wydaniu albumowym w roku 1981 (nakład ponad 80 000 egz.) komiks ten był wydany wraz z komiksem Szkoła latania w jednym tomie jako flip-book, czyli książeczka do czytania z obu stron. Dwie historyjki wydrukowano do góry nogami względem siebie, a każda z nich posiadała własną okładkę.